# Rozdroże w Dolinie Jamnickiej

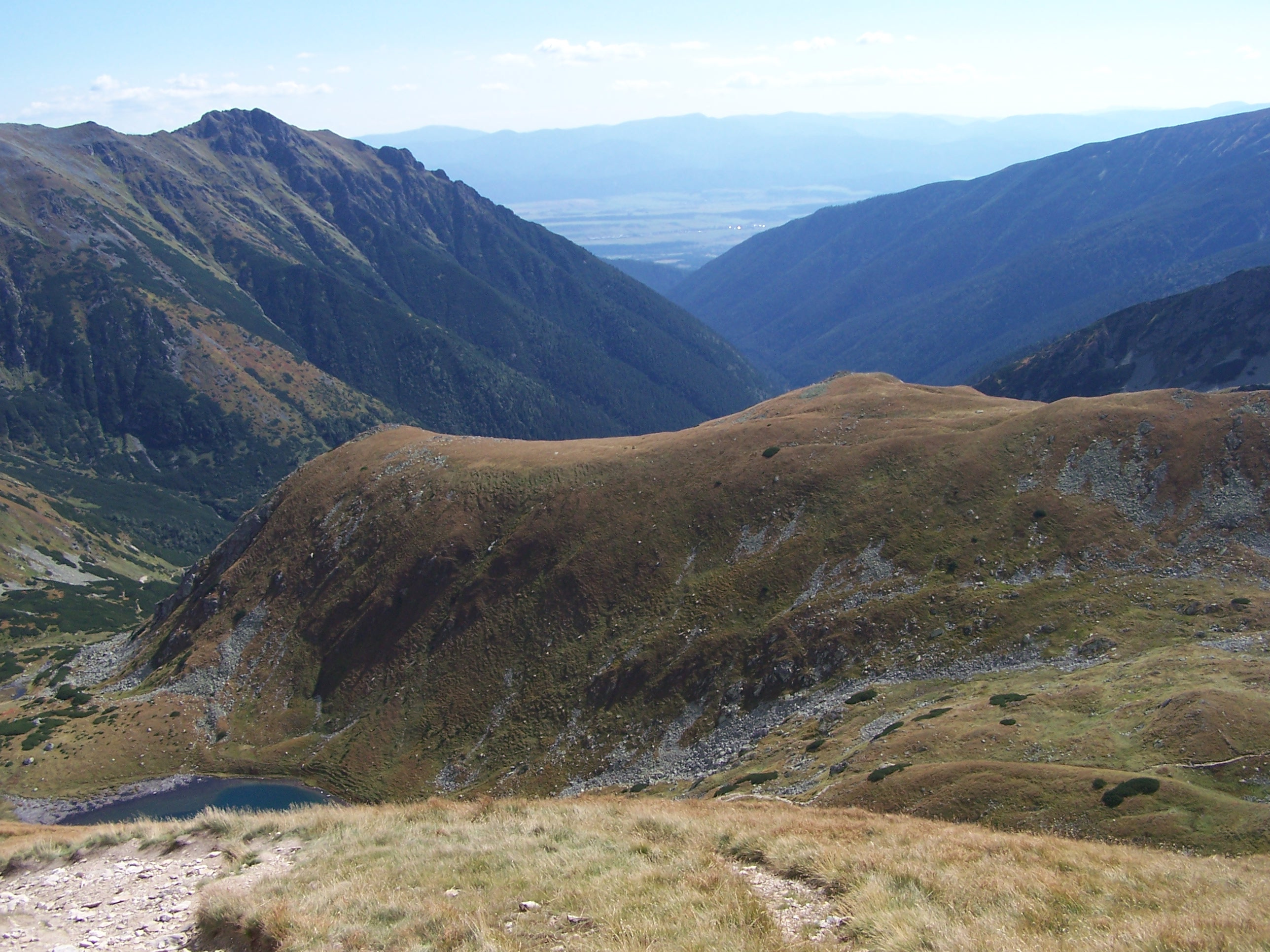
Górne piętro Doliny Jamnickiej

Rozdroże w Dolinie Jamnickiej (słow. Rázcestie Jamníckej doliny) – położone na wysokości 1475 m n.p.m. rozdroże szlaków turystycznych w górnej części Doliny Jamnickiej w słowackich Tatrach Zachodnich.
Znajduje się w Kokawskich Ogrodach – miejscu, w którym dolna część doliny łączy się z dwoma górnymi piętrami: Kotłem Jamnickich Stawów i Rohackim Kotłem. Powyżej łączą się dwa potoki spływające z Jamnickich Stawów i Płaczliwego Stawku. Po północnej stronie wznosi się grań główna Tatr, którą przebiega granica polsko-słowacka, po wschodniej wysokie i strome zbocze Jarząbczego Wierchu, po zachodniej wałowate wzniesienie Stawiańskiego Wierchu i bula Czarnej Kopy. Na rozdrożu znajduje się wiata dla turystów.

## Szlaki turystyczne
– od autokempingu „Raczkowa” Doliną Wąską na rozdroże Niżnia Łąka, a dalej przez Rozdroże w Dolinie Jamnickiej, Zahradki i Kocioł Jamnickich Stawów na Jamnicką Przełęcz i Wołowiec.
- Czas przejścia z Niżniej Łąki do Rozdroża w Dolinie Jamnickiej: 2:20 h, ↓ 1:50 h
- Czas przejścia z rozdroża na Jamnicką Przełęcz: 1:45 h, ↓ 1:20 h

  – zielony szlak prowadzący z Otargańców i Jarząbczego Wierchu przez Rozdroże w Dolinie Jamnickiej i Zahradki i dalej przez Żarską Przełęcz do Rozdroża pod Bulą w Dolinie Żarskiej.
- Czas przejścia z Jarząbczego Wierchu do rozdroża: 1:30 h, ↑ 1:50 h
- Czas przejścia z rozdroża na Żarską Przełęcz: 2 h, ↓ 1:35 h

Odcinek między Rozdrożem w Dolinie Jamnickiej a Zahradkami (czas przejścia: 20 min) jest wspólny dla szlaków zielonego i niebieskiego.